# 巴比丘 (北卡羅萊納州)
巴比丘（英語：Barbecue）是位於美國北卡羅萊納州哈尼特縣的非建制地區。

## 地理
巴比丘所處的海拔為高於海平面76米（即249英呎），而該地所採用的時區為UTC-5，即北美东部时区（EST）。同時該地設有夏令時間，為UTC-5調快一小時，即UTC-4（EDT）。